# Marco Fuser

a Compétitions nationales et continentales officielles uniquement.

b Matchs officiels uniquement.
Dernière mise à jour le 1 mars 2025.
Marco Fuser, né le 9 mars 1991 à Villorba, est un joueur de rugby à XV italien. Il évolue au poste de deuxième ligne.

## Carrière

### En équipe nationale
Après plusieurs sélections avec l'équipe d'Italie A, Fuser a connu sa première cape internationale avec l'Italie le 15 juin 2012 contre le Canada à l'occasion de la tournée d'été 2012 en Amérique du Nord.
A noter qu'il est le seul joueur italien à avoir participé à la fois a la dernière victoires de l'Italie dans le tournoi des Six nations contre l'Écosse le 28 février 2015, avant de participer à celle du match contre le pays de Galles le 19 mars 2022. Ce dernier qui brisa la série de 36 défaites d'affilée pour l'Italie dans le tournoi qui suivirent donc cette victoire de 2015.

## Statistiques
- 41 sélections depuis sa première sélection le 15 juin 2012 contre le Canada.
- 5 points (1 essai)
- Sélections par année : 1 en 2012, 1 en 2014, 4 en 2015, 10 en 2016, 11 en 2017, 6 en 2018, 3 en 2021, 5 en 2022
- Tournois des Six Nations disputés : 2015, 2016, 2017, 2022[2]

Marco Fuser participe à une édition de la Coupe du monde. En 2015, il joue lors d'une rencontre, face au Canada.